# Urzică moartă albă
Urzica moartă albă (Lamium album - L.) este o plantă erbacee perenă, de 20 – 75 cm. înălțime, cu tulpină în 4 muchii, pe care sunt dispuse alternant câte două frunze opuse, dințate, triunghiular-ovate. Florile sunt alb-labiate (cu 2 buze), dispuse sub formă de guler la subsuoara frunzelor. Se numește urzica moartă, pentru că frunzele nu poarta perișorii care secretă acid formic pișcător, responsabil pentru iritațiile pielii.

## Răspândire
Crește prin șanțurile umede, la marginea pădurilor, mai rar în zona de câmpie. Este mai răspândită în zona subalpină, mai ales în Transilvania, Moldova (județele Neamț, Suceava) și Muntenia (Argeș, Prahova).

## Acțiune farmacologică
Se folosesc florile (Flores Lamii albi) și partea aeriană (Herba Lamii albi). Florile se culeg prin ciupire, partea aeriană prin tăierea tulpinilor de sub ultimele frunze, se recoltează din luna martie până în septembrie.
Acționează ca și decongestiv, emolient și expectorant, vasoconstrictor, astringent.

## Indicații terapeutice
Intern urzica moartă albă se folosește în tratamentul hipertrofiilor de prostată, leucoree, dismenoree, tulburări nervoase în timpul menopauzei, afecțiuni respiratorii, catar intestinal, hemoragii, sângerări nazale, diaree.
Extern urzica moartă albă se folosește în tratamentul  abceselor, varice, arsuri, ulceratii ale pielii, umflături gutoase, leucoree (împreuna cu tratamentul intern).

## Administrare
Urzica moartă se poate administra intern sub formă de pulbere, infuzie, tinctură.
Extern se folosește infuzia  sub formă de gargară, comprese, cataplasme, sau se folosește sub formă de spălături locale, spălături vaginale, băi de șezut.

## Sinonimie și  variante
- Lamium album L. fo. barbatum (Siebold & Zucc.) Y.S.Kim & S.J.Park (1995)
- Lamium album L. subsp. album
- Lamium album L. subsp. barbatum (Siebold & Zucc.) J.Mennema (1989)
- Lamium album L. subsp. crinitum (Montbr. & Auch. ex Benth.) J.Mennema (1982)
- Lamium album L. subsp. hyrcanicum (Khokhr.) Yu.L.Menitskii (1992)
- Lamium album L. subsp. orientale Kamelin & A.L.Budantzev (1990)
- Lamium album L. subsp. sempervirens (Khokhr.) Yu.L.Menitskii (1992)
- Lamium album L. subsp. transcaucasicum (Khokhr.) Yu.L.Menitskii (1992)
- Lamium album L. subsp. turkestanicum (Kuprian.) Kamelin & A.L.Budantzev (1990)
- Lamium album L. var. barbatum (Siebold & Zucc.) Franch. & Sav. (1875)
- Lamium album L. var. brachyodon Bordz.
- Lamium album L. var. kitadakense N.Yonez. (1981)
- Lamium album L. var. maculatum L.
- Lamium album L. var. parietariifolium (Benth.) Nyman (1881)
- Lamium album L. var. parviflorum Ball (1878)
- Lamium album L. var. roseum Dumort. (1827)

## Galerie

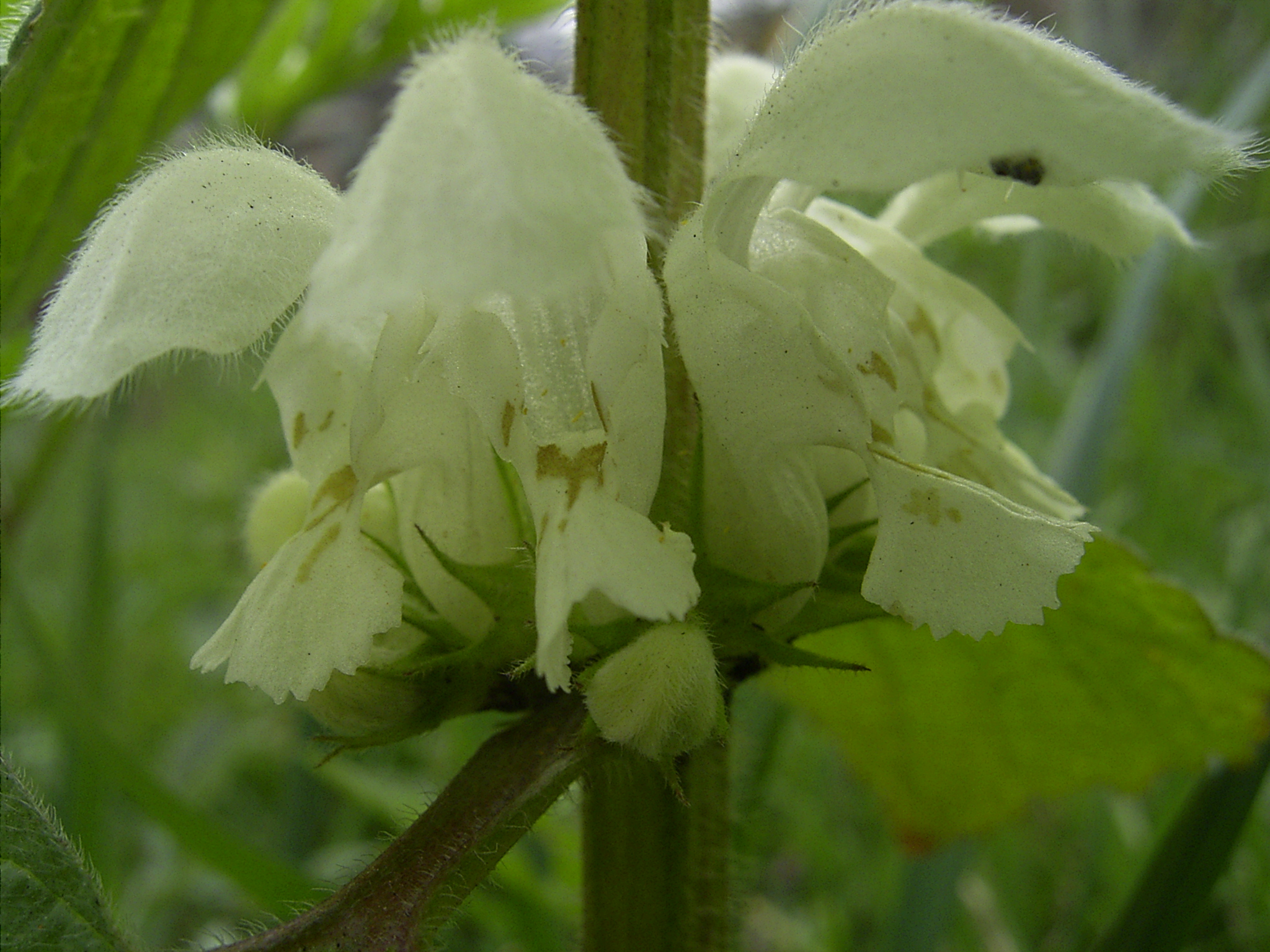
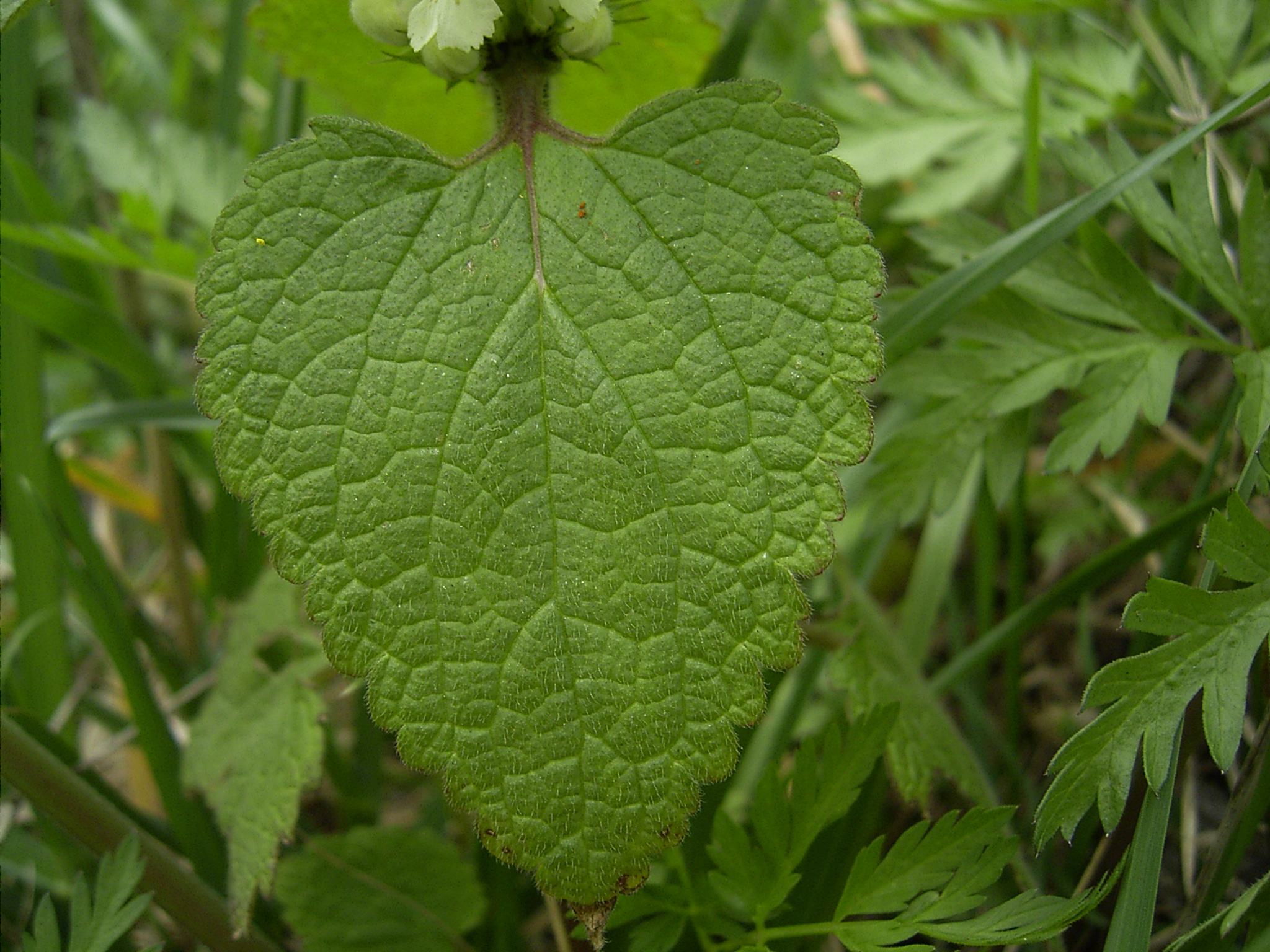
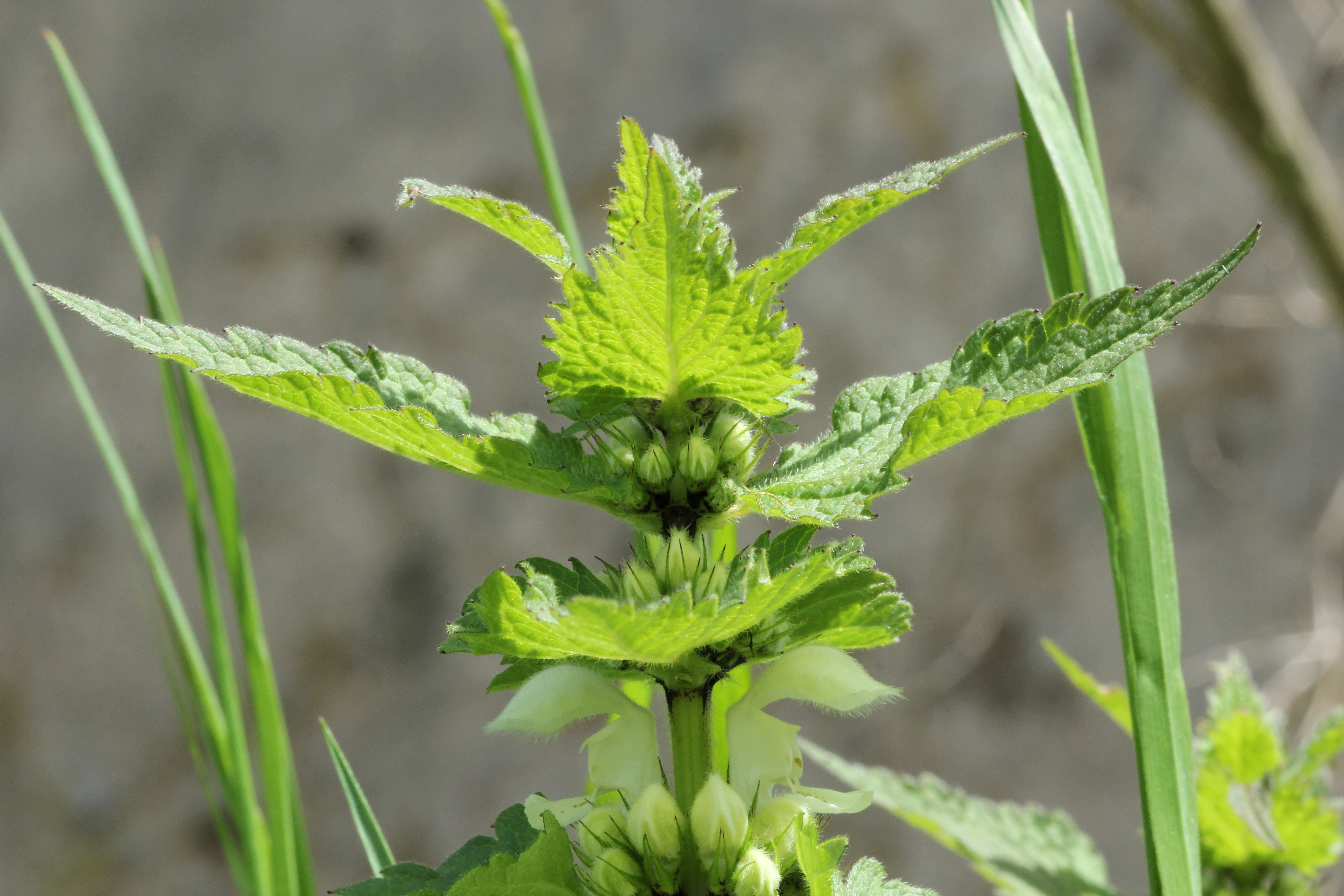
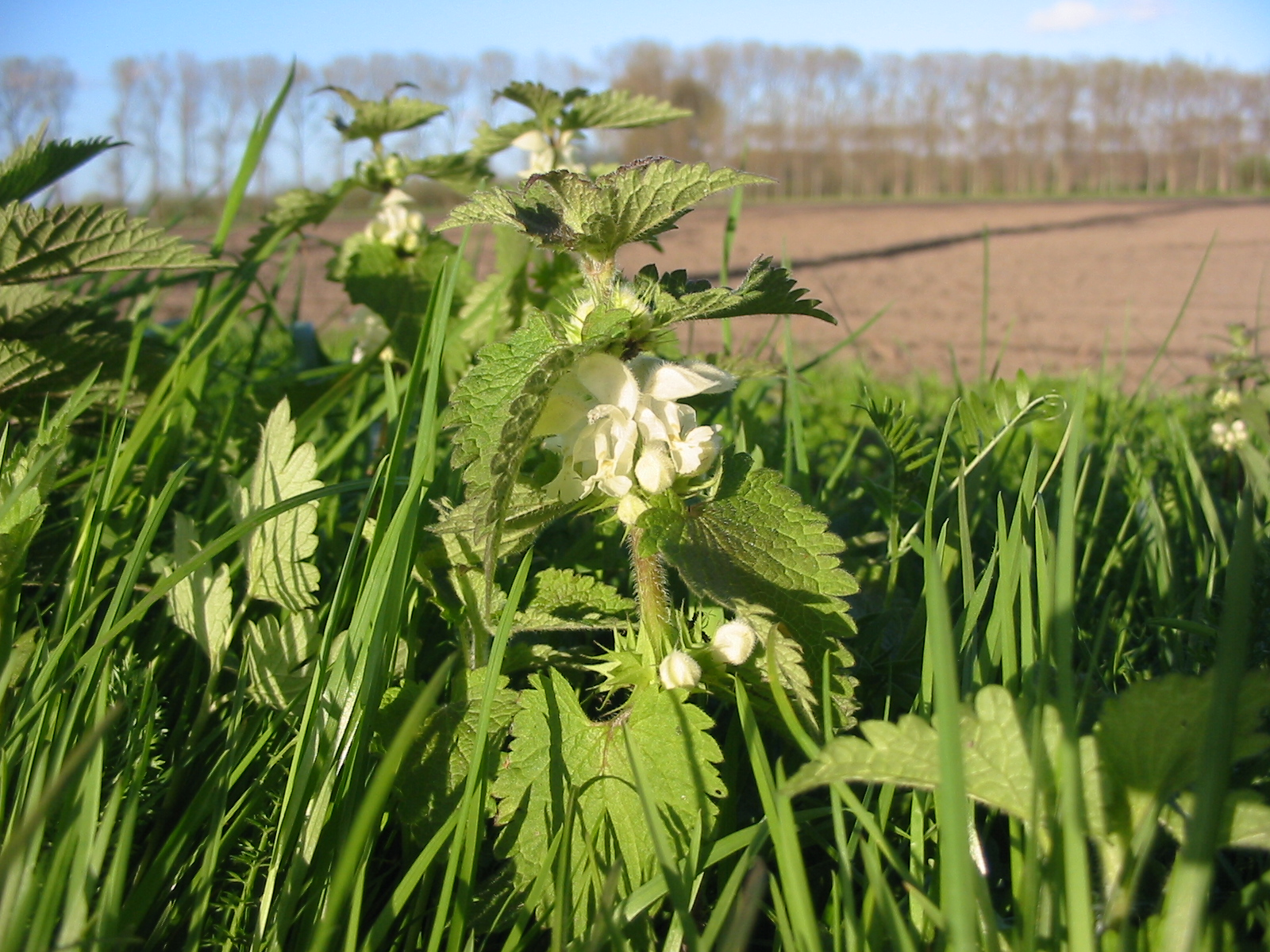

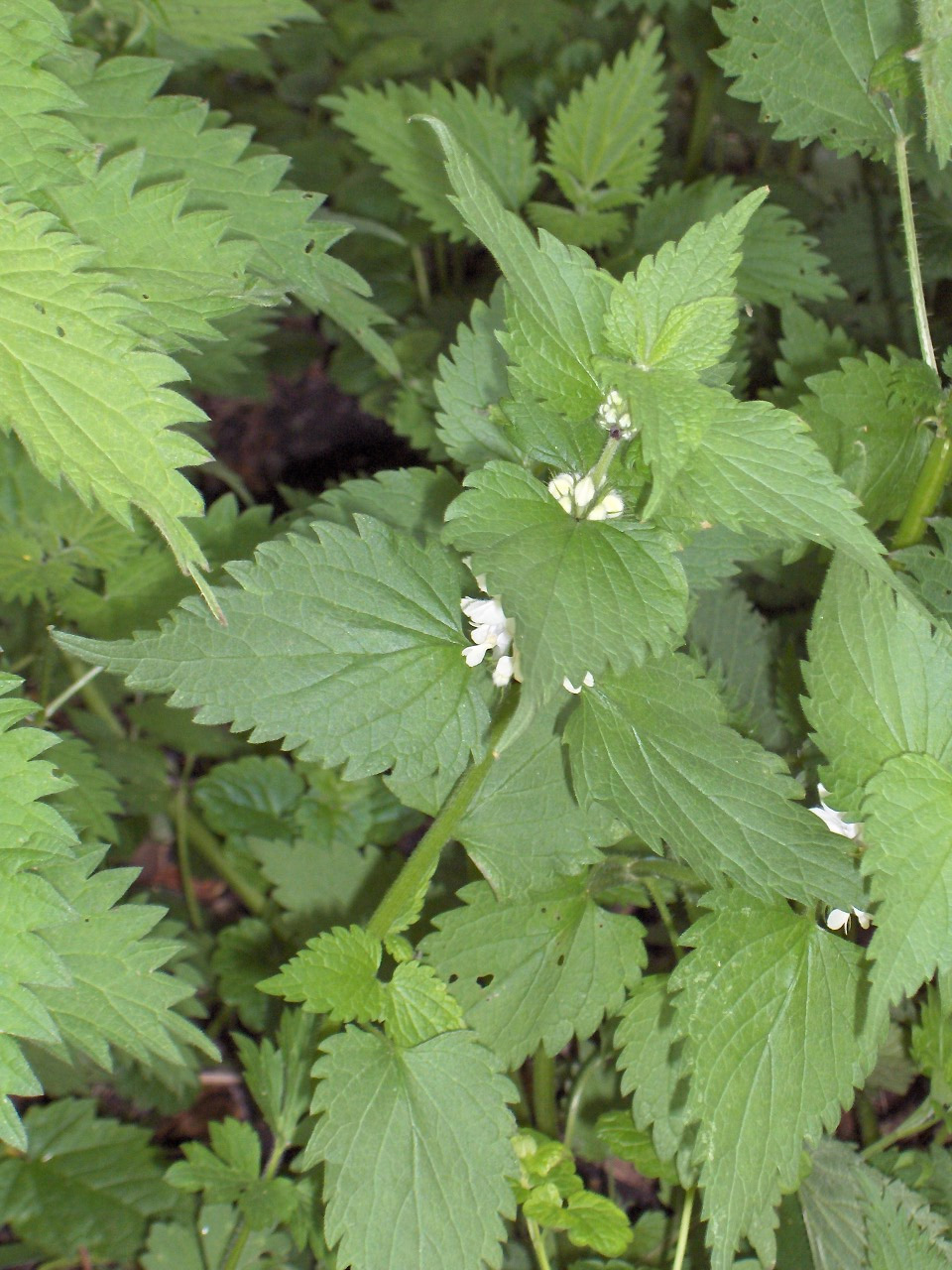
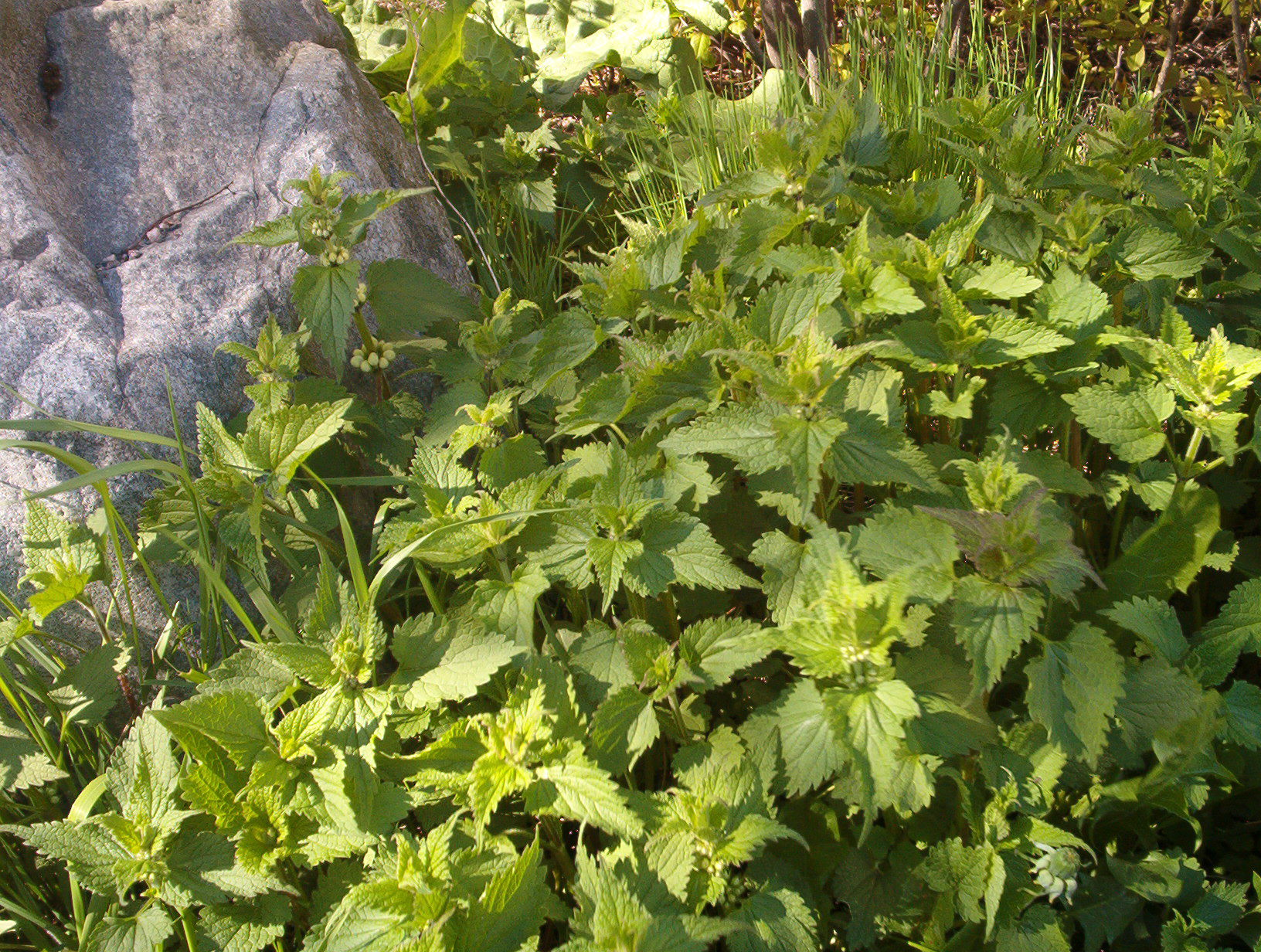
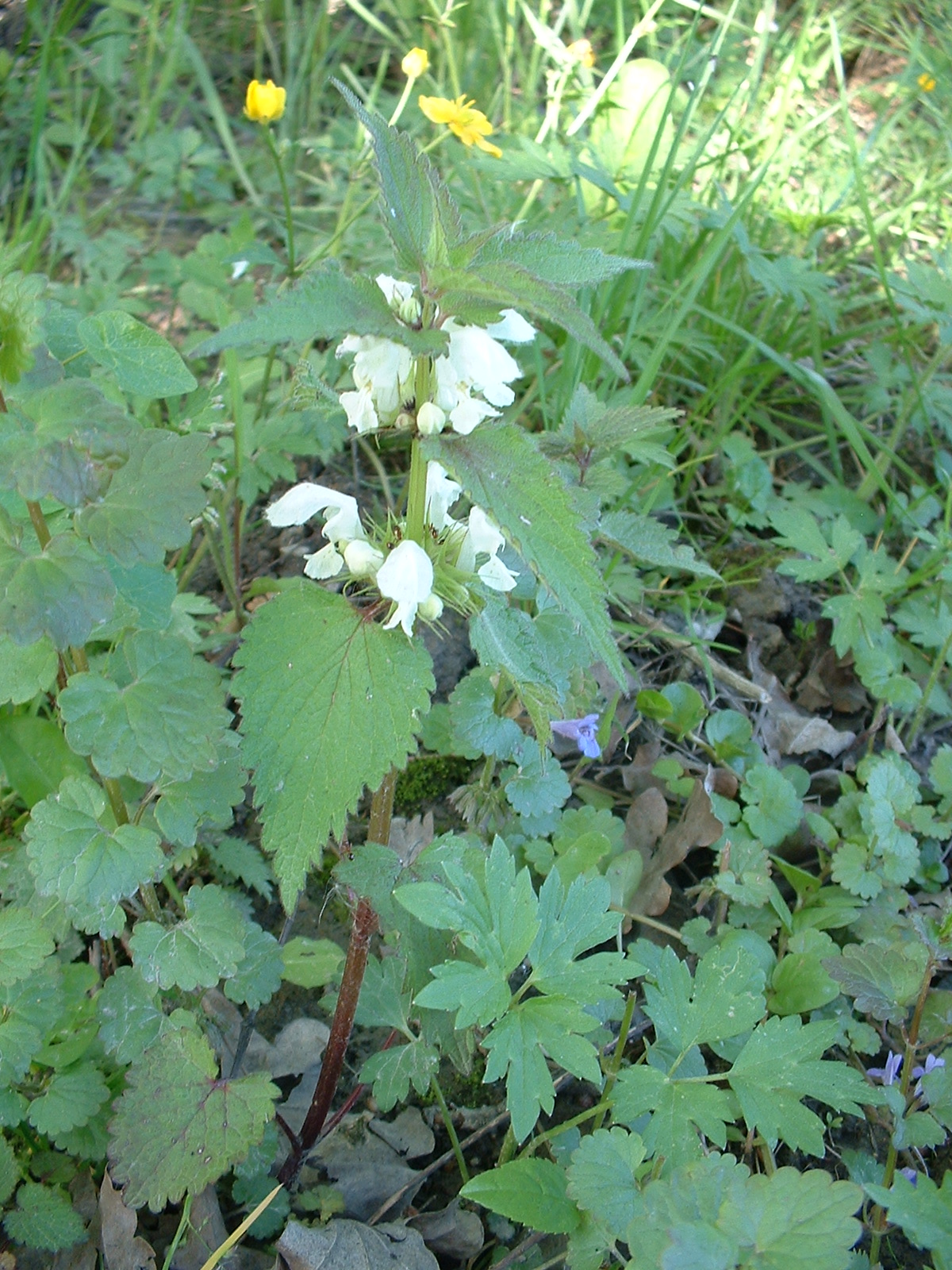
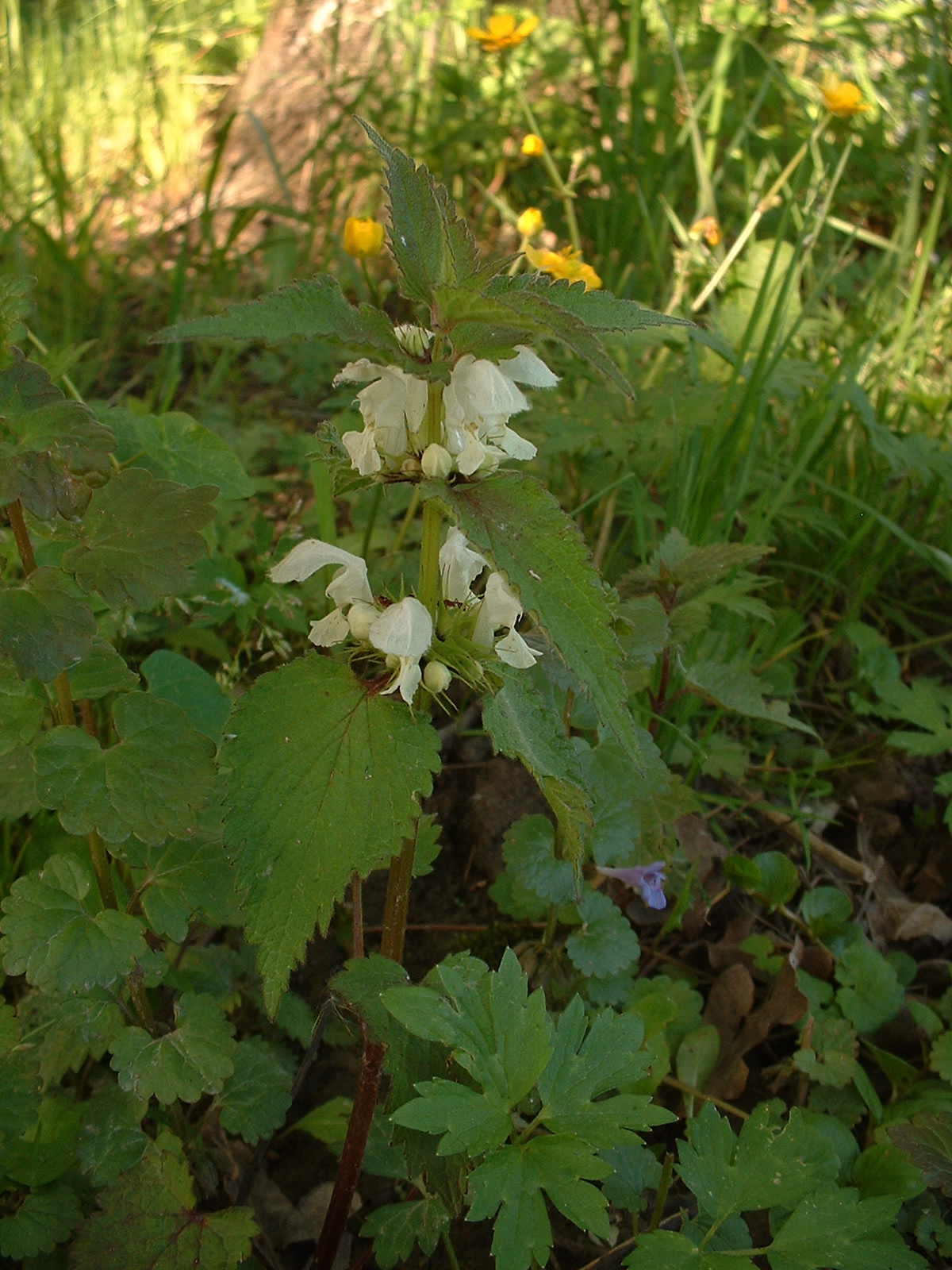

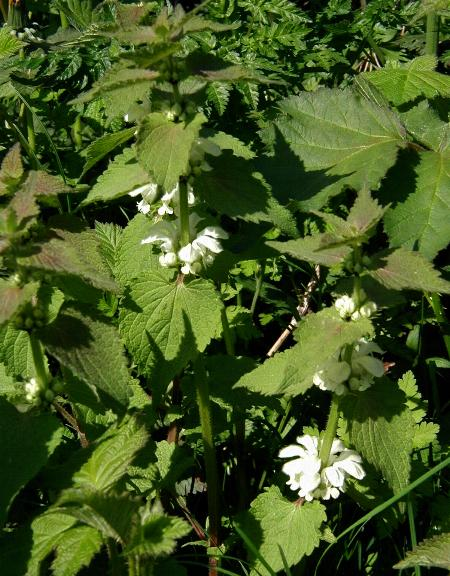
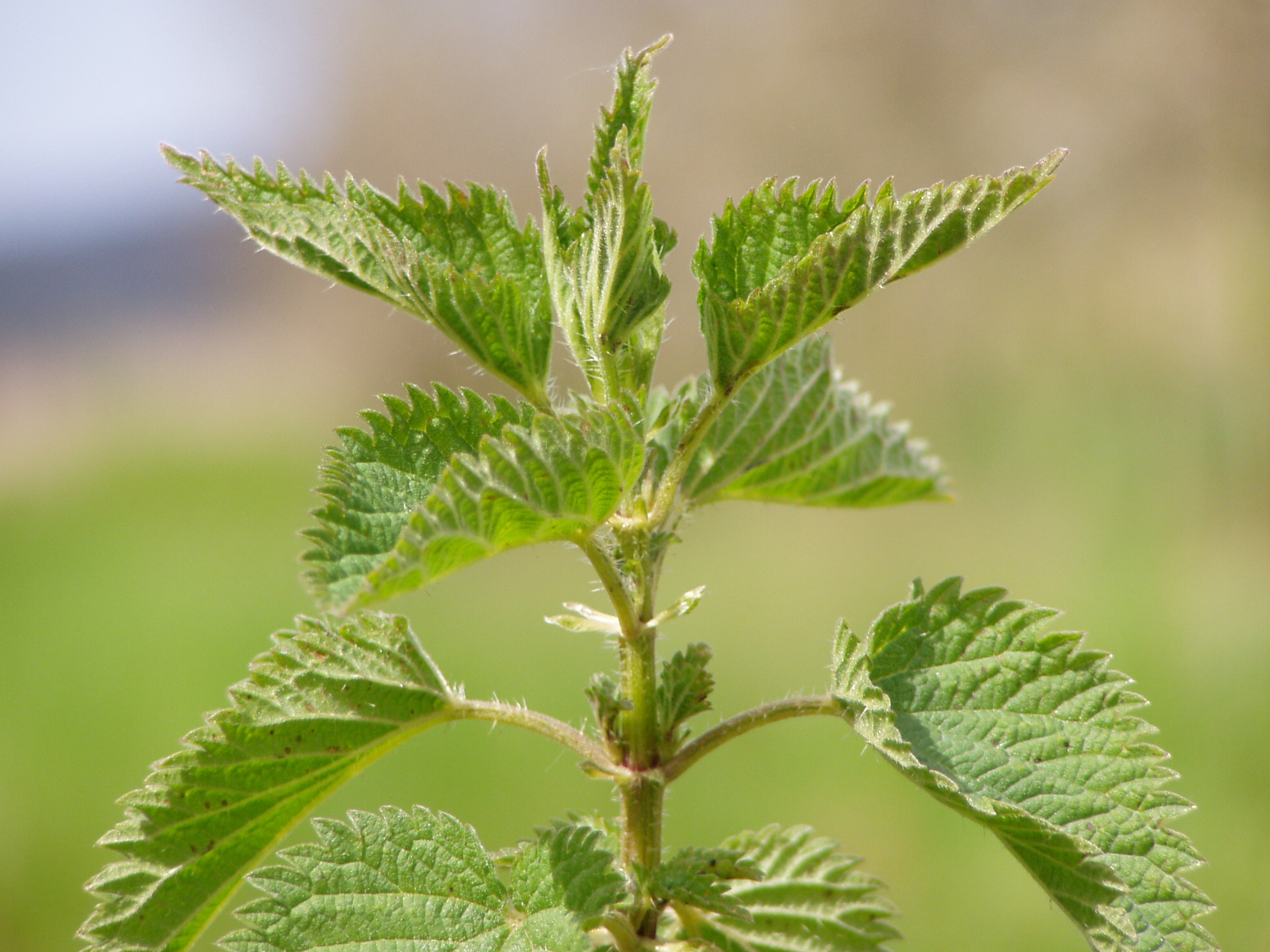